# 航海王：強者天下
《航海王電影版：強者天下》（日语：ONE PIECE FILM STRONG WORLD）是一部於2009年12月12日上映的日本動畫電影，是改編自日本漫畫家尾田榮一郎漫畫系列《ONE PIECE》的第10部電影版。

## 作品概要
本作是《ONE PIECE》電影史上首次由原作者尾田榮一郎擔任總指揮、包括電影劇本、手繪稿。是日本少年動漫作品製作成劇場版首次由原作特地打造的動畫電影，並且算「回歸主題」的電影劇情發展。
導演境宗久是從2006年10月到2008年9月擔任廣播和《ONE PIECE》電視動畫片的系列指導者。原預定要在2009年3月上映，因尾田榮一郎推翻原剧本重写後將檔期延至年底12月。而《ONE PIECE》動畫電影前9彈都是3月份上映，本作則掀起傳奇的革命。
特別出演的嘉賓有竹中直人，飾演本作的大反派「金獅子」獅鬼，其他客串的嘉賓有皆藤愛子、北島康介等人。

## 故事大綱
時間是「大海賊時代」，某天得知故鄉「東海」發生危機的草帽海賊團，打算暫時中斷冒險返回東海，此時他們看到空中出現一艘莫名的海賊船，由於娜美預測到眼前即將出現暴風雨，並利用從那艘船上丟下來的「音貝」作通知，暴風雨過後海賊船的主人「金獅子」獅鬼來到千陽號上，表示要運用他的「飄浮果實」能力載魯夫等人回到東海當作謝禮，令魯夫等人相當興奮，誰知途中獅鬼卻突然解除了千陽號的浮力，並趁機擄走娜美，原來獅鬼看上了娜美能用身體感知氣候的能力，想讓她成為自己海賊團的航海士，魯夫等人則跟著千陽號一起從上空墜落到浮遊島「STRONG WORLD」，四處分散的夥伴們被迫與島上各種進化的兇暴珍獸戰鬥。
傳說中的海賊「金獅子」獅鬼，其實力跟「海賊王」哥爾·D·羅傑與「白鬍子」艾德華·紐蓋特不相上下，並且從羅傑的時代就掀起大暴亂的傳說海賊。20年前成為「深海大監獄」推進城中首位逃獄成功的囚犯，逃獄後的20年誓言要向全世界復仇的獅鬼，踏出復仇計畫的第一步就是摧毀整個東海，爲了保護故鄉和伙伴，立志成為「海賊王」的魯夫與獅鬼展開頂尖對決，到底誰能戰勝並稱霸這片海洋…？

## 登場角色

### 原作角色
| 角色名稱        | 配音員     | 配音員     | 配音員     |            |
| 角色名稱        | 日本       | 臺灣       | 香港       |            |
| 草帽海賊團      | 草帽海賊團 | 草帽海賊團 | 草帽海賊團 | 草帽海賊團 |
| --------------- | ---------- | ---------- | ---------- | ---------- |
| 蒙其·D·魯夫     | 田中真弓   | 詹雅菁     | 周恩恩     |            |
| 羅羅亞·索隆     | 中井和哉   | 宋克軍     |            |            |
| 娜美            | 岡村明美   | 許淑嬪     |            |            |
| 騙人布          | 山口勝平   | 符爽       |            |            |
| 賓什莫克·香吉士 | 平田廣明   | 孫中台     | 李家傑     |            |
| 多尼多尼·喬巴   | 大谷育江   | 詹雅菁     |            |            |
| 妮可·羅賓       | 山口由里子 | 許淑嬪     |            |            |
| 佛朗基          | 矢尾一樹   | 符爽       |            |            |
| 布魯克          | 長         | 宋克軍     |            |            |
| 海軍            |            |            |            |            |
| 戰國            | 石森達幸   | 宋克軍     |            |            |
| 蒙其·D·卡普     | 中博史     | 孫中台     |            |            |
| 鬼蜘蛛          | 藤本隆宏   | 符爽       |            |            |
| 可可亞西村      |            |            |            |            |
| 虹子            | 山崎和佳奈 | 詹雅菁     |            |            |

### 本作角色

#### 金獅子海賊團
獅鬼（Shiki）
聲優：竹中直人（日本）；林士程〈電影版〉／符爽〈電視版〉（台灣）；黃志明（香港）
金獅子海賊團船長，外號「金獅子」。過去與羅傑和白鬍子齊名的大海賊，擁有災難性的破壞力量，過去是掀起大暴亂，傳說中使人聞風喪膽，實力媲美大海賊時代的四皇；與白鬍子、BIG MOM、百獸等人一樣，曾為洛克斯海賊團的船員，在還沒成為洛克斯海賊團船員前是一名黑道。
外貌為身材高大，金色長髮，身穿和服的老年男子，是二刀流劍士，持有的兩把名劍「櫻十」和「木枯」。性格冷酷且工於心計，但有時也會有突然間發呆或答非所問等諸多搞笑舉動，笑聲為「桀哈哈哈哈」。
超人系「飄浮果實」能力者，飄浮人，能浮遊自己或物件在空中飛行，而得到「飛天海賊」的綽號，但對除自己以外的生命體都不起作用。
和羅傑是對手關係，兩人在年輕時已經認識，亦將羅傑視為自己所認同的人，27年前他爲統治全世界而想和哥爾·D·羅傑聯手，被羅傑拒絕後惱羞成怒，雙方海賊團爆發激戰，史稱「艾特·沃爾海戰」。原本窮途末路的羅傑海賊團被一場突如其來的暴風雨所救，金獅子海賊團大艦隊大半被打入海底，加上一場意外，船舵不幸地插在獅鬼頭上。由於硬將船舵拔出來會有生命危險，因此船舵至今仍然鑲嵌在頭上。
後來羅傑因重病命危，主動向海軍自首並被公開處刑。獅鬼無法相信被自己認作對手的羅傑會被捕，於是單槍匹馬殺入海軍本部確認，殺死了大量海兵，並從在場的戰國和卡普口中得知羅傑將在自己出生的城鎮「羅格鎮」被公開處刑。向來將東海視為最弱之地的獅鬼為此相當氣憤，認為那是對羅傑死前最後的侮辱。海軍本部爲了阻止獅鬼干擾羅傑的處刑，派出卡普和戰國出戰，3人的戰鬥在將馬林福特鎮毀掉近一半後才分出勝負，獅鬼戰敗並被押入海底大監獄推進城LEVEL6。20年前砍下被海樓石腳銬束縳的雙腳，並找回「櫻十」和「木枯」兩劍後逃出推進城，成為推進城第一位逃獄成功的犯人。其後將兩劍綁在殘缺的雙腳作為義肢，能透過踢擊產生斬撃。
獅鬼逃獄後來到一座名叫「維爾梅尤」的島嶼，發現島上有很多食用擁有「IQ」成份植物而凶暴化的動物，於是以自己的能力把整個島浮上天空作為自己的浮遊島「STRONG WORLD」。20年來他隱藏自己的去向，與信任的副手Dr.因迪可一同居於浮遊島上研究「IQ」，計劃將這些凶暴化的動物解放到「東海」讓牠們大肆破壞，向世界宣示付出的同時也向世界政府展現自己的復仇之力。
本作中使用「獅子威·地卷」封住魯夫等人，迫使娜美加入，否則殺死他們，而成功迫使到娜美加入，後來草帽海賊團攻來獅鬼派出旗下50名海賊團船長以及2,000名船員迎擊，自己先行離開，在騙人布、喬巴得到「IQ」時打算以「獅子威‧皇宮地卷」封住他們，但被突現到達的魯夫打散了，雙方展開激烈交戰，其間獅鬼用「斬波」把一座瀑布砍開，然後用「飄浮」把水化成大水球困着魯夫，更加使出「獅子‧千切谷」企圖殺死他，但都沒能成功，此時發生了暴風雨，最後魯夫利用雷雲使出的三檔「橡膠巨人雷斧」把「STRONG WORLD」的大地連同獅鬼的野心一起粉碎。最後被海軍重新抓住。
| 獅鬼的招式      | 獅鬼的招式          | 簡介                                                   |
| 基本技          | 延伸技              | 簡介                                                   |
| --------------- | ------------------- | ------------------------------------------------------ |
| 「飄浮果實」    | 獅子威·地卷（）     | 飄浮岩石和沙變成多頭極大的獅子攻擊，再扭曲封閉住對手。 |
| 「飄浮果實」    | 獅子威·皇宮地卷（） | 飄浮雪變成多頭獅子的形狀攻擊，再扭曲封閉住對手。       |
| 斬波（）        | －                  | 從腳的刀放出斬擊，一擊威力足以把島嶼外圍的海洋砍開。   |
| 獅子·千切谷（） | －                  | 凌亂地踼出大量的斬波，把一切都切得粉身碎骨。           |
印度藍（因迪可）
聲優：中尾隆聖（日本）；孫中台（台灣）
金獅子海賊團船醫兼副手，笑聲為「喀勒喀勒」，走路的時候會發出「噗滋噗滋」類似放屁的聲音，外表搞笑，實際上也有冷酷無情的一面。會用類似表演默劇的動作來表達自己想說的話，但表達的很爛，平時和獅鬼一搭一唱。20年來與「金獅子」一同研究「IQ」，並且開發出各種藥物讓島上的珍獸戰鬥力進化，
本作中阻止騙人布和喬巴取走「IQ」，更和前來幫助的索隆展開激烈交戰，然而不斷使出的「化學雜耍球」都對他沒用，更加使出「特大號雜耍球」企圖殺死他，但都不成功，最後被索隆的鬼氣「九刀流」阿修羅「穿威」撃敗。
| Dr.因迪可的招式 | Dr.因迪可的招式 | 簡介                                                                       |
| 基本技          | 延伸技          | 簡介                                                                       |
| --------------- | --------------- | -------------------------------------------------------------------------- |
| 化學雜耍球      | －              | 從手套放出無數會引起爆炸的黃綠色球體。                                     |
| 化學雜耍球      | 特大號雜耍球    | 讓大量的「化學雜耍球」不斷聚集，形成一顆巨大的黃綠色球體，能夠引起大爆炸。 |
史卡雷多
聲優：銀河万丈（日本）；宋克軍（台灣）
金獅子海賊團幹部，原本是棲息在「維爾梅尤」的珍獸，後來獅鬼來到島上，牠轉而加入獅鬼的陣營，叫聲為「嗚波嗚波」，外號「紅猩猩」，是珍獸們的王者，擁有珍獸的掌控權，喜歡美女，能力和兇暴性都無法預知。
本作中擄走羅賓，更妄想跟她結婚而惹惱香吉士並立刻展開激烈交戰，最後被香吉士的惡魔風腳「野獸肉SHOOT」撃敗。
北島
聲優：北島康介（日本）；林士程／孫中台（台灣）
金獅子海賊團的海賊盟友，魚人族，使用武器為武士刀，其泳速在魚人族中算是數一數二的，率領上千名海賊與魯夫等人戰鬥。

#### 浮遊島「梅爾維」
夏歐
聲優：水田山葵（日本）；許淑嬪（台灣）
手腕上有鳥類羽翼的浮遊島島民，外出找藥草的時候被島上的珍獸攻擊失去意識，被索隆和喬巴所救。
艾芭（EVA）
聲優：皆藤愛子（日本）；詹雅菁（台灣）
夏歐的姊姊，同時也是被召到宮殿的年輕女孩之一，在宮殿擔任服務生並且照顧「金獅子」賊長會的成員。
夏歐的媽媽
聲優：土井美加（日本）；詹雅菁（台灣）
夏歐的媽媽。
夏歐的奶奶
聲優：京田尚子（日本）；許淑嬪（台灣）
夏歐的奶奶，染上「癲狂病」臥病在床，夏歐爲了治好她的病，冒險到外頭找尋「IQ」的花（解毒劑）。
夫人
聲優：中友子（日本）；詹雅菁（台灣）
村民，救了掉落的香吉士和騙人布。

#### 珍獸
比利
聲優：高戶靖廣（日本）；符爽（台灣）
浮遊島上的珍獸雷鳥，外型類似薇薇身邊的快跑鴨「跑得快」，臉上總是掛著一條鼻涕，由於只有攻擊力方面在進化，因此和島上其他兇暴的珍獸比起來性格較溫和，一被碰觸到就會發出「叮叮叮」（日語biribiri）的叫聲，魯夫並將牠取名為比利，不被金獅子看好的牠相當親近娜美，曾多次拯救娜美脫離危機，擅長招式為放電。
其他生物
| - 扁平鱷 - 相撲公雞 - 森章魚 - 暴走螳螂 - 恐怖巨熊 | - 怪物河馬 - 胖獅子 - 騎兵猴 - 鎌鼬 - 火箭野牛 | - 樹節蟲 - 功夫青蛙 - 拳師企鵝 - 黑蠍兄弟（長、次、三男） - 軍隊螞蟻 | - 龍蝦 Davidson - 蝗蟲 GT‧7000 - 六腳長毛象 - 進化鯊魚 - 侏儸紀鳥 | - 噴火甲蟲 - 巨大長頸鹿 - 大毛蟲 - 雙尾虎 - 球乳牛 |

## 用語解說
癲狂綠樹
生長於維爾梅尤村莊和希奇宮殿附近的一種樹，其樹本身有毒，發出的味道也帶毒性，大量吸入會引發「癲狂病」，使皮膚表面會出現綠色的菌斑導致人體功能退化。動物們受不了那個味道，所以無法靠近，使村莊和宮殿可以免受到襲擊。
I.Q
生長於維爾梅尤的植物，獅鬼大量霸佔了這種植物，讓Dr.因迪可花了20年時間，把IQ裡的DNA改進成「S.I.Q」，注射到島上的動物體內，讓牠們變得巨大化而且殘暴，I.Q的花則可以做成解毒劑。

## 製作

### 製作團隊
- 原作、電影故事(情節創作)、電影服裝·生物設計、製作總指揮：尾田榮一郎
- 製作：村松秀信、高橋浩、鳥嶋和彦、亀山千広、竹中一博
- 監督：境宗久
- 企劃：柴田宏明
- 劇本：上坂浩彦
- 音樂：田中公平、濱口史郎
- 製作擔當：松坂一光
- 編集：後藤正浩
- 錄音：渡辺絵里奈
- 效果：新井秀徳
- 數位攝影監督：山田和弘
- CG監督：西川和宏
- 美術監督：脇威志
- 美術設定：佐藤正浩
- 色彩設定：辻田邦夫
- 作畫監督・角色設計：佐藤雅将
- 分鏡腳本：境宗久、えんどうてつや（日语：えんどうてつや）、伊藤尚往、志田直俊、横山健次
- 作畫監督助理：井手武生、島貫正弘、林祐己、石塚勝海、長谷川ひとみ、石川晋吾、袴田祐二、真庭秀明、山室直儀、橋本航平、上野ケン、仲條久美、原田大基、館直樹、沼田誠也、大西亮
- 開場音樂：小西康陽

Pizzicato Five 的歌曲《Weekend》的編曲及器樂版本。
《2009 海賊王》製作委員會（東映、東映動畫、集英社、富士電視台、萬代）

### 音樂
Mr.Children《fanfare》
作詞、作曲：櫻井和壽；編曲：小林武史&Mr.Children
原作者尾田榮一郎在得到確定消息時顯得十分高興，還親自給Mr.Children發送了滿含熱情的短信。

## 宣傳與推廣

### ONE PIECE 第零卷
《ONE PIECE 第0卷》，是由尾田榮一郎老師親自繪製的漫畫以及設定畫、評論等內容，漫畫將以20多年前的海賊王的世界為背景進行描述。觀看《ONE PIECE FILM Strong World》劇場版的前150萬人的觀眾，將獲得《海賊王》漫畫第0卷作為禮品（後來又追加了100萬本）。
而第0卷的內容也被改編成OVA動畫《ONE PIECE EPISODE:0》（（日語））確定被並送給幸運的3,000名觀眾。
登場角色
- 金獅子獅鬼：竹中直人
- 哥爾·D·羅傑：大塚周夫
- 傑克（年輕時期）：池田秀一
- 巴其（青年時期）：千葉繁
- 印第戈：中尾隆聖
- 空古：石塚運昇
- 戰國：石森達幸
- 蒙其·D·卡普：中博史
- 庫山（年輕時期）：子安武人
- 鶴：松島實
- 哈古瓦爾·D·薩烏羅
- 盃（年輕時期）
- 波爾薩利諾（年輕時期）
- 飛鼠：太田真一郎
- 火燒山：大場真人
- 可樂克斯：納谷悟朗
- 席爾巴斯·雷利：園部啓一
- 斯巴克·賈巴：森川智之
- 蒙其·D·多拉格
- 波特卡斯·D·露珠
- 唐吉訶德·多佛朗明哥（年輕時期）
- 喬拉可爾·密佛格（年輕時期）
- 沙·克洛克達爾（年輕時期）
- 月光·摩利亞（年輕時期）
- 娜菲魯塔莉·寇布拉：家弓家正
- 娜菲魯塔莉·蒂蒂
- 尹卡萊姆
- 卡西：福原耕平
- 歐伊摩：岡本寛志
- 布洛基：稻田徹
- 東利
- 東吉特：龍田直樹
- 蒙布朗·庫力凱：谷口節
- 偎取（小孩時期）
- 布魯諾（小孩時期）
- 梟（小孩時期）
- 賈布拉（少年時期）
- 羅布·路基（小孩時期）
- 迪巴魯（嬰兒時期）：關俊彦
- 迪巴魯的母親
- 波雅·漢考克（小孩時期）：伊藤加奈惠
- 桑塔索妮雅（小孩時期）：金田朋子
- 瑪莉哥德（小孩時期）
- 麥哲倫：星野充昭
- 般若拔：後藤哲夫
- 瑪姬（小孩時期）：大本眞基子
- 烏普·史拉布
- 波特卡斯·D·艾斯（嬰兒時期）
- 卡莉·達坦：上村典子
- 耕四郎：石塚運昇
- 克伊娜的母親
- 克伊娜（嬰兒時期）
- 耶穌布：小林通孝
- 梅利：土門仁
- 貝爾梅爾：日高範子
- 西爾爾克：牛山茂
- 古蕾娃：野澤雅子
- 多魯頓：小野健一
- 磁鼓王國前代國王
- 哲普：矢田耕司
- 妮可·羅賓（小孩時期）
- 卡蒙
- 可可羅：真山亞子
- 湯姆：村松康雄
- 卡迪·佛拉姆（小孩時期）：野田順子
- 艾斯巴古（少年時期）：岸尾大輔
- 橫綱
- 拉布
- 布魯克：長
- 小八（小孩時期）：森川智之
- 夏姬：鶴弘美
- 艾德華·紐蓋特：有本欽隆
- 馬可
- 裘斯
- 比斯塔
- 馬歇爾·D·汀奇
- 旁白：大場真人

### 電影連動特別篇
- 2009年11月15日於426集中開始播映的聯動插話，敘述草帽海賊團在登陸夏波帝諸島前，在小東海與海軍打扮的少女的相遇。
- 2010年1月台灣同樣比照日本播映電影聯動特別篇為10週年劇場版上映前造勢。

登場角色
韓森島「小東海」
素有小東海之稱的島嶼。
洋子
聲優：矢口真里（日本）；許淑嬪（台灣）
韓森島的少女，5年前父親魯多（似乎為將校級以上，背後有正義大袍）遭海賊殺害，自此並以海軍的打扮守護著韓森島，和魯夫最初遇到的娜美一樣相當討厭海賊。
伯斯
來自浮遊島的巨大獨角仙，3年前突然出現在韓森島，洋子將牠和父親強大的身影重疊在一起，全身可以放出赤色的火炎彈，藉著每個月一次的蛻皮讓自己的身體變的更巨大。劇場版強者天下也曾出現同種的巨大獨角仙。
法布爾
聲優：村松康雄（日本）；孫中台（台灣）
韓森島村長。跟魯夫同個村子出身。
梅多烏
聲優：長嶝高士（日本）；符爽（台灣）
韓森島村民。劍道道場主人，跟索隆同個村子出身，向索隆要過簽名。
三星
聲優：佐佐木誠二（日本）；宋克軍（台灣）
韓森島村民。廚師，崇拜哲普的技術。
露西亞
聲優：上村典子（日本）；詹雅菁（台灣）
韓森島村民。跟騙人布同個村子出身，崇拜可雅的豪宅。
娜美粉絲團
聲優：岡本寛志、粕谷雄太、赤羽根健治、藤本隆宏（日本）；宋克軍、符爽、孫中台（台灣）
韓森島村民。
Amigo海賊團（アミーゴ海賊団）是與金獅子結盟的海賊團之一，全員都穿着墨西哥風的衣着。
拉爾哥（Largo）
聲優：高木涉（日本）；孫中台（台灣）
Amigo海賊團船長。柯特的哥哥，常常拿出烏克麗麗來彈奏，經常無故睡覺，而且記錯東西，笑聲和哭聲都是「嘶 嘶 嘶」。
超人系「網網果實」能力者，網人，可以放出黏着網，吃下任何東西都能放出後化成網。
為了加入「金獅子」賊長會第五十一位船長，被受命前往韓森島捕捉從浮遊島「STRONG WORLD」逃出的巨大獨角仙，曾一度捕捉了草帽海賊團三主力，與魯夫展開激烈交戰，最後被他的三檔「橡膠巨人槍」撃敗。
柯特（Corto）
聲優：江川央生（日本）；宋克軍（台灣）
Amigo海賊團副船長。拉爾哥的弟弟，兩集手腕上裝有五菅機關槍。

## 評價與榮譽
- 2010年 - 第28回ゴールデングロス賞 優秀銀獎
- 2011年 - 第34回日本電影金像獎 最佳動畫電影獎

## 外部連結
- 中文官方網站
- 官方網站